# Tanchuiche
Tanchuiche är en ort i Mexiko.   Den ligger i kommunen San Vicente Tancuayalab och delstaten San Luis Potosí, i den sydöstra delen av landet, 270 km norr om huvudstaden Mexico City. Tanchuiche ligger 33 meter över havet och antalet invånare är 272.
Terrängen runt Tanchuiche är mycket platt. Runt Tanchuiche är det ganska glesbefolkat, med 34 invånare per kvadratkilometer. Närmaste större samhälle är El Higo, 4,9 km nordost om Tanchuiche. Trakten runt Tanchuiche består till största delen av jordbruksmark.